# 第106親衛空挺師団 (ロシア空挺軍)
第106親衛空挺師団（だい106しんえいくうていしだん、ロシア語: 106-я гвардейская воздушно-десантная дивизия、略称：106 гв.ВДД）は、ロシア空挺軍の師団。空挺軍司令部隷下。トゥーラ州トゥーラ駐屯。
部隊として赤旗勲章および2等クトゥーゾフ勲章の受章歴がある。1988年から1991年にかけてアレクサンドル・レベジが師団長を務めていた。
最近、外国の代表団、駐在武官の見学を受け入れている。

## 沿革

### 第二次世界大戦
- 1944年1月15日：モスクワ郊外において、第16親衛空挺師団編成。
- 1944年8月：モギリョフ州スタールイエ・ダローギ市に移転し、第9親衛軍第38親衛狙撃軍団に編入。
- 1944年12月：第106親衛狙撃師団に改編
- 1945年1月～2月：ブダペスト東部に集結。
- 1945年3月：ヴェルシェグ－ブダケシ－ファチ－ビチケ地区において攻撃発起点を確保する任務を受領。3月18日までに、シャルヴィズ及びガイヤ川を渡河し、モル市を占領。3月25日、パパ市を迂回。3月29日、攻勢転移し、3月30日、ハンガリー・オーストリア国境を横断、その後、軍団の第2梯隊となる。
- 1945年4月：軍団がウィーンを奪取し、師団に赤旗勲章を授与。4月16日、ウィルヘルムズベルクを占領。
- 1945年4月26日：モル市奪取の功績に対して、二等クトゥーゾフ勲章授与。師団の創設日。
- 1945年5月：オーストリア・チェコスロバキア国境に進出し、5月8日、国境を横断、ズノイモ市を占領。5月11日、オレシュニャ市北東で、アメリカ第5戦車軍と会合。

### 戦後
- 1946年6月：第106親衛空挺師団に改編
- 1946年7月：ソ連トゥーラに帰還。
- 1947年12月3日：師団に親衛軍旗授与。
- 1956年：空挺軍司令官直轄部隊となる。
- 1957年～：人工衛星、宇宙船の着地保障に従事。
- 1988年2月～：ザカフカーズと中央アジアで、特殊任務。
- 1988～1989年：ザカフカーズ地域において、特殊任務を遂行。

### ロシア連邦
- 1992年：国連安保理の決定により、セルビア・クロアチア紛争調停のため、平和維持軍を東スラボニアに派遣。
- 1992年：駐カーブル大使館員の救助作戦。
- 1992年10～11月：混成連隊を編成し、北オセチアに派遣。
- 1994年11月～1995年4月：チェチェン共和国において、特殊任務を遂行。
- 1999年9月：師団と配下の全落下傘連隊に対して、国防相旗を授与。

- 2022年2月24日、ロシアのウクライナ侵攻に参加して北部キーウ州で攻勢を開始したが、3月にイルピンで撃退された。
- 2022年5月、北東部ハルキウ州イジューム地区に再配置されていたが、部隊は大損害を受け、第4親衛戦車師団と共にウクライナから撤退した[1]。
- 同年7月8日、ウクライナ軍守備隊に司令部を攻撃され、28人以上が死亡（司令官は軽傷、副司令官2人が死亡）[2][3][4]。同月10日、ドネツィク州ホルリウカ地区シャフタルスクでHIMARSによるミサイル攻撃を受け、1人の副司令官を除く全員が死亡したと報道されている[5]。

#### 東部・バフムート戦線
2023年6月、ワグネル・グループの交代部隊として東部ドネツィク州バフムート地区に再配置された。損害で劣化した部隊と評価されている。

## 編制
- 師団司令部（トゥーラ）
- 第51親衛落下傘連隊
- 第137親衛落下傘連隊
- 第1182親衛砲兵連隊
- 第107独立親衛高射ミサイル大隊
- 第173親衛偵察大隊
- 第322独立親衛工兵大隊
- 第731独立親衛通信大隊
- 第43独立整備大隊
- 第110独立軍事輸送航空飛行隊

## 歴代師団長
| 職名   | 就任年          | 氏名                             | 階級     |
| ------ | --------------- | -------------------------------- | -------- |
| 師団長 | 1943年 - 1944年 | アレクサンドル・カザンキン       | 親衛少将 |
| 師団長 | 1944年 - 1946年 | イワン・ヴィンドゥシェフ         | 親衛少将 |
| 師団長 | 1946年 - 1947年 | イワン・コーネフ                 | 親衛少将 |
| 師団長 | 1947年 - 1949年 | アファナシー・コプイチコ         | 親衛少将 |
| 師団長 | 1949年 - 1951年 | アレクサンドル・エパンシン       | 親衛大佐 |
| 師団長 | 1951年 - 1955年 | アレクサンドル・ゲラシモフ       | 親衛少将 |
| 師団長 | 1955年 - 1960年 | アレクサンドル・コレシチェンコ   | 親衛少将 |
| 師団長 | 1960年 - 1961年 | マガメト・タンカエフ             | 親衛少将 |
| 師団長 | 1961年 - 1964年 | コンスタンチン・クロチキン       | 親衛大佐 |
| 師団長 | 1964年 - 1969年 | ユーリー・ポタポフ               | 親衛少将 |
| 師団長 | 1969年 - 1972年 | アレクサンドル・プルイトコフ     | 親衛少将 |
| 師団長 | 1972年 - 1976年 | アナトーリー・ドブロヴォリスキー | 親衛少将 |
| 師団長 | 1976年 - 1980年 | エウゲニー・ポドコルジン         | 親衛少将 |
| 師団長 | 1980年 - 1984年 | ゲンナジー・フィラトフ           | 親衛少将 |
| 師団長 | 1984年 - 1988年 | ヒョードル・セルジェーチヌイ     | 親衛少将 |
| 師団長 | 1988年 - 1991年 | アレクサンドル・レベジ           | 親衛少将 |
| 師団長 | 1991年 - 1993年 | アレクサンドル・コルマコフ       | 親衛少将 |
| 師団長 | 1993年 - 2004年 | エウゲニー・サヴィロフ           | 親衛少将 |
| 師団長 | 2004年 -        | アンドレイ・セルジュコフ         | 親衛少将 |